# Vladimir Džanibekov
Vladimir Aleksandrovič Džanibekov (in russo Владимир Александрович Джанибеков?; Iskandar, 13 maggio 1942) è un cosmonauta sovietico, che partecipò alle missioni spaziali Soyuz 27, Soyuz 39, Soyuz T-6, Soyuz T-12, Soyuz T-13.

## Primi anni
Nacque nella remota area di Iskandar nella regione di Tashkent, Uzbekistan. Cambiò il suo cognome da Krysin in onore di sua moglie che era discendente del medievale khan uzbeko Ganī Bek (russificato Džanibek).

## Carriera
Nel 1960 entrò all'Università di San Pietroburgo per studiare fisica, ma poi decise di dedicarsi all'aviazione. Nel 1961 decise di entrare alla Scuola Militare Superiore di Volo V. M. Komarov di Ejsk. Quattro anni dopo si laureò e divenne istruttore dell'aviazione sovietica. Nel 1970 venne selezionato per fare il cosmonauta.
Džanibekov partecipò a cinque missioni: Soyuz 27, Soyuz 39, Soyuz T-6, Soyuz T-12 e Soyuz T-13. Complessivamente tra tutte e cinque le missioni trascorse 145 giorni, 15 ore e 56 minuti nello spazio.
Dopo il ritiro dal programma spaziale, nel 1986, entrò in politica. Fu deputato del Soviet Supremo della SSR Uzbeca dal 1985 al 1990.

## Riconoscimenti
Per due volte ha ricevuto il titolo di Eroe dell'Unione Sovietica, il 16 marzo 1978 ed il 30 marzo 1981, per decreto del Soviet Supremo dell'URSS; ha ricevuto per cinque volte l'Ordine di Lenin ed un Ordine della Stella rossa. Ha ricevuto il titolo di Eroe della Repubblica Popolare di Mongolia e l'Ordine di Sukhe-Bator mongolo. Dalla Francia ha ricevuto la Legion d'onore. È cittadino onorario delle città russe di Gagarin e Kaluga, di Arkalyk in Kazakistan e di Houston nel Texas.
L'asteroide 3170 Dzhanibekov, scoperto dall'astronomo sovietico Nikolaj Stepanovič Černych nel 1979, prende il nome da Vladimir.